# Dance Dance Dance
Dance Dance Dance war eine Tanzshow des deutschen Fernsehsenders RTL, die erstmals im Sommer 2016 aufgezeichnet und im September und Oktober 2016 gesendet wurde. Sieger wurde das Tanzduo Philipp Boy und Bene Mayr. Das Format wurde aus den Niederlanden übernommen, wo es erstmals im Herbst 2015 von RTL 4 ausgestrahlt wurde. Im Frühjahr 2017 gab RTL bekannt, dass eine zweite Staffel produziert wird. Mit einem Tanzpaar zusätzlich und einem neuen Jurymitglied ging es im Herbst 2017 mit vierzehn Prominenten in die zweite Runde. Sieger wurde das Tanzduo Luca Hänni und Prince Damien.

## Konzept
Sechs Duos in der ersten und sieben Duos seit der zweiten Staffel, die aus Prominenten bestehen, bekommen die Aufgabe, bekannte Musikvideos von Popsongs „möglichst originalgetreu“ nachzutanzen. Zusätzlich sollen sie solo einen weiteren Song nachtanzen. Sie werden dabei von professionellen Tänzern sowie einer aufwändigen Bühnentechnik unterstützt. Eine Jury bewertet die Darbietungen und vergibt Punkte. Ab der zweiten Folge musste jeweils ein Paar die Show verlassen. Im Finale zeigten die beiden Tanzduos je vier Tänze: zwei als Paar und zwei Solotänze. Die Paare haben im Vorfeld bis zu zwölf Wochen für ihre Auftritte geprobt.

## Jury
| Staffel | Juroren | Juroren         | Juroren    |
| ------- | ------- | --------------- | ---------- |
| 1       | DJ BoBo | Sophia Thomalla | Cale Kalay |
| 2       | DJ BoBo | Ruth Moschner   | Cale Kalay |

## Staffel 1
Sie wurde vom 3. September bis 7. Oktober 2016  in sechs Folgen ausgestrahlt. Teilnehmer dieser Staffel waren Philipp Boy & Bene Mayr, Aneta Sablik & Menderes Bağcı, Mario Kotaska & Alexander Kumptner, Daniela Katzenberger & Lucas Cordalis, Sabia Boulahrouz & Leonard Freier sowie Dana Schweiger & Luna Schweiger.
Philipp Boy und Bene Mayr gewannen die erste Staffel mit 138 Punkten.

### Folge 1
In der ersten Folge, ausgestrahlt am 3. September 2016, erhielt das Duo Philipp Boy und Bene Mayr die höchste Punktzahl.
| Platzierung | Tänzer                                  | Musikvideo-Aufgabe                                                  | Punkte | Total |
| ----------- | --------------------------------------- | ------------------------------------------------------------------- | ------ | ----- |
| 1           | Philipp Boy und Bene Mayr               | Bye Bye Bye von *NSYNC                                              | 24     | 51,5  |
| 1           | Philipp Boy                             | Rock Your Body von Justin Timberlake                                | 27,5   | 51,5  |
| 2           | Aneta Sablik und Menderes Bağcı         | You’re the One That I Want von John Travolta und Olivia Newton-John | 22     | 46,5  |
| 2           | Aneta Sablik                            | Show Me How You Burlesque von Christina Aguilera                    | 24,5   | 46,5  |
| 3           | Mario Kotaska und Alexander Kumptner    | Beat It von Michael Jackson                                         | 19,5   | 44,5  |
| 3           | Mario Kotaska                           | Gettin’ Jiggy wit It von Will Smith                                 | 25     | 44,5  |
| 4           | Daniela Katzenberger und Lucas Cordalis | Uptown Funk von Mark Ronson featuring Bruno Mars                    | 21     | 42    |
| 4           | Lucas Cordalis                          | You Should Be Dancing von Bee Gees                                  | 21     | 42    |
| 5           | Sabia Boulahrouz und Leonard Freier     | Lambada von Kaoma / On the Floor von Jennifer Lopez                 | 15,5   | 28,5  |
| 5           | Sabia Boulahrouz                        | Umbrella von Rihanna                                                | 13     | 28,5  |
| 6           | Dana Schweiger und Luna Schweiger       | Wannabe von Spice Girls                                             | 13,5   | 23,5  |
| 6           | Dana Schweiger                          | Vogue von Madonna                                                   | 10     | 23,5  |

### Folge 2
In der zweiten Folge, ausgestrahlt am 9. September 2016, erhielten Daniela Katzenberger und Lucas Cordalis die wenigsten Punkte, doch in der Summe der beiden ersten Folgen hatten Dana und Luna Schweiger die geringste Punktzahl und mussten die Show verlassen.
| Platzierung | Tänzer                                  | Musikvideo-Aufgabe                                                           | Punkte | Total | Folge 1 + 2 |
| ----------- | --------------------------------------- | ---------------------------------------------------------------------------- | ------ | ----- | ----------- |
| 1           | Philipp Boy und Bene Mayr               | U Can’t Touch This von MC Hammer                                             | 28     | 53    | 104,5       |
| 1           | Bene Mayr                               | Jailhouse Rock von Elvis Presley                                             | 25     | 53    | 104,5       |
| 2           | Mario Kotaska und Alexander Kumptner    | Party Rock Anthem von LMFAO                                                  | 27     | 49,5  | 94          |
| 2           | Alexander Kumptner                      | Treasure von Bruno Mars                                                      | 22,5   | 49,5  | 94          |
| 3           | Dana Schweiger und Luna Schweiger       | Push It von Salt ’n’ Pepa                                                    | 23,5   | 47,5  | 71          |
| 3           | Luna Schweiger                          | Hit Me Baby One More Time von Britney Spears                                 | 24     | 47,5  | 71          |
| 4           | Sabia Boulahrouz und Leonard Freier     | Dirty Dancing von Bill Medley & Jennifer Warnes (aus dem Film Dirty Dancing) | 21,5   | 46,5  | 75          |
| 4           | Leonard Freier                          | Livin' la Vida Loca von Ricky Martin                                         | 25     | 46,5  | 75          |
| 5           | Aneta Sablik und Menderes Bağcı         | Everybody (Backstreet’s Back) von Backstreet Boys                            | 20,5   | 46    | 92,5        |
| 5           | Menderes Bağcı                          | Bad von Michael Jackson                                                      | 25,5   | 46    | 92,5        |
| 6           | Daniela Katzenberger und Lucas Cordalis | Rhythm Is a Dancer von Snap!                                                 | 19,5   | 44,5  | 76,5        |
| 6           | Daniela Katzenberger                    | Genie in a Bottle von Christina Aguilera                                     | 25     | 44,5  | 76,5        |

### Folge 3
Die dritte Folge wurde am 16. September 2016 ausgestrahlt. Wiederum erhielten Philipp Boy und Bene Mayr die höchste Punktzahl. Die niedrigste Wertung hatten Sabia Boulahrouz und Leonard Freier, sie mussten die Show verlassen.
| Platzierung | Tänzer                                  | Musikvideo-Aufgabe                                  | Punkte | Total |
| ----------- | --------------------------------------- | --------------------------------------------------- | ------ | ----- |
| 1           | Philipp Boy und Bene Mayr               | Could It Be Magic von Take That                     | 26     | 54,5  |
| 1           | Philipp Boy                             | Footloose von Kenny Loggins                         | 28,5   | 54,5  |
| 2           | Aneta Sablik und Menderes Bağcı         | Scream von Michael Jackson und Janet Jackson        | 22,5   | 51,5  |
| 2           | Aneta Sablik                            | Dirrty von Christina Aguilera featuring Redman      | 29     | 51,5  |
| 3           | Daniela Katzenberger und Lucas Cordalis | Jai Ho! (You Are My Destiny) von The Pussycat Dolls | 24     | 46    |
| 3           | Lucas Cordalis                          | Miami von Will Smith                                | 22     | 46    |
| 4           | Mario Kotaska und Alexander Kumptner    | Shake a Tail Feather von Ray Charles                | 22,5   | 43    |
| 4           | Mario Kotaska                           | Step by Step von New Kids on the Block              | 20,5   | 43    |
| 5           | Sabia Boulahrouz und Leonard Freier     | My Love von Justin Timberlake featuring T.I.        | 18,5   | 42,5  |
| 5           | Sabia Boulahrouz                        | Single Ladies (Put a Ring on It) von Beyoncé        | 24     | 42,5  |

### Folge 4
Die vierte Folge wurde am 23. September 2016 ausgestrahlt. Daniela Katzenberger konnte wegen eines Kreuzbandrisses nicht tanzen. Statt ihrer und Lucas Cordalis nahmen Sabia Boulahrouz und Leonard Freier an der Show teil, die in der Woche zuvor ausgeschieden waren. Sie kamen diesmal eine Runde weiter, während Aneta Sablik und Menderes Bağcı die wenigsten Punkte erhielten und die Show verlassen mussten.
| Platzierung | Tänzer                               | Musikvideo-Aufgabe                     | Punkte | Total |
| ----------- | ------------------------------------ | -------------------------------------- | ------ | ----- |
| 1           | Philipp Boy und Bene Mayr            | Greased Lightning von John Travolta    | 27,5   | 54    |
| 1           | Bene Mayr                            | Sorry von Justin Bieber                | 26,5   | 54    |
| 2           | Sabia Boulahrouz und Leonard Freier  | Thinking Out Loud von Ed Sheeran       | 23     | 45,5  |
| 2           | Sabia Boulahrouz                     | Womanizer von Britney Spears           | 22,5   | 45,5  |
| 3           | Mario Kotaska und Alexander Kumptner | Wake Me Up Before You Go-Go von Wham!  | 17,5   | 45    |
| 3           | Mario Kotaska                        | Shake It Off von Taylor Swift          | 27,5   | 45    |
| 4           | Aneta Sablik und Menderes Bağcı      | I’m So Excited von The Pointer Sisters | 23     | 44    |
| 4           | Menderes Bağcı                       | Tearin’ Up My Heart von *NSYNC         | 21     | 44    |

### Folge 5
Die fünfte Folge wurde am 30. September 2016 ausgestrahlt. Alexander Kumptner konnte wegen einer Wadenverletzung, die er vor der vierten Folge erlitten hatte, nicht tanzen. An seiner und Mario Kotaskas Stelle kehrten Aneta Sablik und Menderes Bağcı, die in der vierten Folge ausgeschieden waren, in die Show zurück. Sablik und Bağcı sowie Philipp Boy und Bene Mayr zogen ins Finale ein.
| Platzierung | Tänzer                              | Musikvideo-Aufgabe                                           | Punkte | Total |
| ----------- | ----------------------------------- | ------------------------------------------------------------ | ------ | ----- |
| 1           | Philipp Boy und Bene Mayr           | Yeah 3x von Chris Brown                                      | 29     | 86    |
| 1           | Philipp Boy                         | They Don’t Care About Us von Michael Jackson                 | 30     | 86    |
| 1           | Bene Mayr                           | Cream / Kiss von Prince                                      | 27     | 86    |
| 2           | Aneta Sablik und Menderes Bağcı     | Come On Over Baby (All I Want Is You) von Christina Aguilera | 25,5   | 79,5  |
| 2           | Menderes Bağcı                      | Smooth Criminal von Michael Jackson                          | 24     | 79,5  |
| 2           | Aneta Sablik                        | Let’s Get Loud / Play von Jennifer Lopez                     | 30     | 79,5  |
| 3           | Sabia Boulahrouz und Leonard Freier | Try von Pink                                                 | 23     | 69,5  |
| 3           | Leonard Freier                      | Men in Black von Will Smith featuring Coko                   | 22     | 69,5  |
| 3           | Sabia Boulahrouz                    | California Gurls von Katy Perry featuring Snoop Dogg         | 24,5   | 69,5  |

### Folge 6 (Finale)
Die sechste Folge, das Finale, wurde am 7. Oktober 2016 ausgestrahlt. Beide Tanzduos zeigten je vier Tänze: Zwei Paartänze, davon ein neuer und ihr am schlechtesten bewerteter aus den vorangegangenen Folgen, sowie zwei Einzeltänze. Für einen ihrer vier Tänze mussten die Duos am Anfang der Sendung einen Verdopplungsjoker setzen, der erst nach dem letzten Tanz aufgedeckt wurde. Sieger wurden Philipp Boy und Bene Mayr.
| Platzierung | Tänzer                          | Musikvideo-Aufgabe                                | Punkte      | Total |
| ----------- | ------------------------------- | ------------------------------------------------- | ----------- | ----- |
| 1           | Philipp Boy und Bene Mayr       | Wild Wild West von Will Smith                     | 24          | 138   |
| 1           | Philipp Boy und Bene Mayr       | Bye Bye Bye von *NSYNC                            | 28 × 2 = 56 | 138   |
| 1           | Bene Mayr                       | Thriller von Michael Jackson                      | 29          | 138   |
| 1           | Philipp Boy                     | Suit & Tie von Justin Timberlake                  | 29          | 138   |
| 2           | Aneta Sablik und Menderes Bağcı | Naughty Girl von Beyoncé                          | 27,5        | 133,5 |
| 2           | Aneta Sablik und Menderes Bağcı | Everybody (Backstreet’s Back) von Backstreet Boys | 22,5        | 133,5 |
| 2           | Menderes Bağcı                  | Mambo No. 5 von Lou Bega                          | 23,5        | 133,5 |
| 2           | Aneta Sablik                    | Born This Way von Lady Gaga                       | 30 × 2 = 60 | 133,5 |

## Staffel 2
Die Aufzeichnung der zweiten Staffel begann am 12. Juli 2017 im Kölner Coloneum.
Sie wurde vom 8. September bis 13. Oktober 2017 in sechs Folgen ausgestrahlt. Teilnehmer dieser Staffel waren Bahar Kizil & Sandy Mölling, Andreas Bretschneider & Marcel Nguyen, Christine Neubauer & Gedeon Burkhard, Luca Hänni & Prince Damien, Mirja du Mont & Jo Weil, Suzan & David Odonkor sowie Aminata Sanogo & Marc Eggers.
Luca Hänni und Prince Damien gewannen die zweite Staffel mit 147 Punkten.

### Folge 1
In der ersten Folge, ausgestrahlt am 8. September 2017, erhielt das Duo Bahar Kizil und Sandy Mölling die höchste Punktzahl.
| Platzierung | Tänzer                                  | Musikvideo-Aufgabe                                            | Punkte | Total |
| ----------- | --------------------------------------- | ------------------------------------------------------------- | ------ | ----- |
| 1           | Bahar Kizil und Sandy Mölling           | Survivor von Destiny’s Child                                  | 30     | 56,5  |
| 1           | Sandy Mölling                           | Oops I Did It Again von Britney Spears                        | 26,5   | 56,5  |
| 2           | Luca Hänni und Prince Damien            | 24K Magic von Bruno Mars                                      | 25,5   | 52    |
| 2           | Prince Damien                           | Billie Jean von Michael Jackson                               | 26,5   | 52    |
| 3           | Andreas Bretschneider und Marcel Nguyen | Relight My Fire von Take That                                 | 25     | 45    |
| 3           | Marcel Nguyen                           | Singin’ In The Rain von Gene Kelly                            | 20     | 45    |
| 4           | Suzan und David Odonkor                 | Candyman von Christina Aguilera                               | 21,5   | 45    |
| 4           | Suzan Odonkor                           | Ain’t Your Mama von Jennifer Lopez                            | 23,5   | 45    |
| 5           | Mirja du Mont und Jo Weil               | Kids von Robbie Williams und Kylie Minogue                    | 22     | 43    |
| 5           | Mirja du Mont                           | Murder On The Dancefloor von Sophie Ellis-Bextor              | 21     | 43    |
| 6           | Aminata Sanogo und Marc Eggers          | Rhythm of the Night von DeBarge                               | 17,5   | 40    |
| 6           | Marc Eggers                             | Pony von Genuwine                                             | 22,5   | 40    |
| 7           | Christine Neubauer und Gedeon Burkhard  | More Than A Woman von den Bee Gees                            | 16     | 38,5  |
| 7           | Christine Neubauer                      | All that Jazz aus dem Film "Chicago" mit Catherine Zeta Jones | 22,5   | 38,5  |

### Folge 2
In der zweiten Folge, ausgestrahlt am 15. September 2017, erhielt das Duo Luca Hänni und Prince Damien die höchste Punktzahl. Das Duo Mirja du Mont und Jo Weil erhielt die wenigsten Punkte in dieser Folge und in der Summe der beiden ersten Folgen. Sie mussten die Show verlassen.
| Platzierung | Tänzer                                  | Musikvideo-Aufgabe                                                                              | Punkte | Total | Folge 1 + 2 |
| ----------- | --------------------------------------- | ----------------------------------------------------------------------------------------------- | ------ | ----- | ----------- |
| 1           | Luca Hänni und Prince Damien            | What Do You Mean von Justin Bieber                                                              | 27,5   | 56,5  | 108,5       |
| 1           | Luca Hänni                              | Wrapped Up von Olly Murs                                                                        | 29     | 56,5  | 108,5       |
| 2           | Aminata Sanogo und Marc Eggers          | Remember the Time von Michael Jackson                                                           | 26,5   | 54    | 94          |
| 2           | Aminata Sanogo                          | We Found Love von Rihanna                                                                       | 27,5   | 54    | 94          |
| 3           | Bahar Kizil und Sandy Mölling           | Me Against the Music von Britney Spears ft. Madonna                                             | 24,5   | 52    | 108,5       |
| 3           | Bahar Kizil                             | Rhythm Nation von Janet Jackson                                                                 | 27,5   | 52    | 108,5       |
| 4           | Andreas Bretschneider und Marcel Nguyen | We’ve Got It Goin’ On von den Backstreet Boys                                                   | 26     | 49,5  | 94,5        |
| 4           | Andreas Bretschneider                   | Good Vibrations von Marky Mark                                                                  | 23,5   | 49,5  | 94,5        |
| 5           | Christine Neubauer und Gedeon Burkhard  | El Tango de Roxanne von Ewan McGregor, José Feliciano und Jacek Koman aus dem Film Moulin Rouge | 27     | 48,5  | 87          |
| 5           | Gedeon Burkhard                         | Uptown Girl von Billy Joel                                                                      | 21,5   | 48,5  | 87          |
| 6           | Suzan und David Odonkor                 | Chained To The Rhythm von Katy Perry                                                            | 23     | 43,5  | 88,5        |
| 6           | David Odonkor                           | All Night Long von Lionel Richie                                                                | 20,5   | 43,5  | 88,5        |
| 7           | Mirja du Mont und Jo Weil               | Love Is In The Air von John Paul Young                                                          | 19,5   | 42    | 85          |
| 7           | Jo Weil                                 | She Bangs von Ricky Martin                                                                      | 22,5   | 42    | 85          |

### Folge 3
In der dritten Folge, ausgestrahlt am 22. September 2017, erhielt das Duo Luca Hänni und Prince Damien die höchste Punktzahl. Das Duo Andreas Bretschneider und Marcel Nguyen erhielt die wenigsten Punkte und musste die Show verlassen.
| Platzierung | Tänzer                                  | Musikvideo-Aufgabe                            | Punkte | Total |
| ----------- | --------------------------------------- | --------------------------------------------- | ------ | ----- |
| 1           | Luca Hänni und Prince Damien            | It‘s Gonna Be Me von N'SYNC                   | 26,5   | 56,5  |
| 1           | Prince Damien                           | Applause von Lady Gaga                        | 30     | 56,5  |
| 2           | Suzan und David Odonkor                 | Work Song von Hozier                          | 27,5   | 55    |
| 2           | Suzan Odonkor                           | Atemlos durch die Nacht von Helene Fischer    | 27,5   | 55    |
| 3           | Bahar Kizil und Sandy Mölling           | Run The World (Girls) von Beyoncé             | 27,5   | 54    |
| 3           | Sandy Mölling                           | Express von Christina Aguilera                | 26,5   | 54    |
| 4           | Aminata Sanogo und Marc Eggers          | Marilyn Monroe von Pharrell Williams          | 23     | 47    |
| 4           | Marc Eggers                             | It‘s Like That von RUN-D.M.C. vs Jason Nevins | 24     | 47    |
| 4           | Christine Neubauer und Gedeon Burkhard  | Lean On von Major Lazor & DJ Snake ft. MO     | 24,5   | 47    |
| 4           | Christine Neubauer                      | Material Girl von Madonna                     | 22,5   | 47    |
| 6           | Andreas Bretschneider und Marcel Nguyen | #thatPower von will.i.am ft. Justin Bieber    | 22,5   | 46    |
| 6           | Marcel Nguyen                           | Rock DJ von Robbie Williams                   | 23,5   | 46    |

### Folge 4
In der vierten Folge, ausgestrahlt am 29. September 2017, erhielt das Duo Luca Hänni und Prince Damien die höchste Punktzahl. Die Duos Suzan und David Odonkor sowie Christine Neubauer und Gedeon Burkhard erhielten die wenigsten Punkte. Aufgrund des Punktgleichstands musste die Jury entscheiden, welches Duo in die nächste Runde kommen sollte. Sie entschied sich einstimmig für Suzan und David Odonkor. Das Duo Christine Neubauer und Gedeon Burkhard musste die Show verlassen.
| Platzierung | Tänzer                                 | Musikvideo-Aufgabe                                              | Punkte | Total |
| ----------- | -------------------------------------- | --------------------------------------------------------------- | ------ | ----- |
| 1           | Luca Hänni und Prince Damien           | Love Yourself von Justin Bieber                                 | 30     | 59    |
| 1           | Luca Hänni                             | Despacito von Luis Fonsi ft. Daddy Yankee                       | 29     | 59    |
| 2           | Aminata Sanogo und Marc Eggers         | Hideaway von Kiesza                                             | 27,5   | 53    |
| 2           | Aminata Sanogo                         | How Will I Know von Whitney Houston                             | 25,5   | 53    |
| 3           | Bahar Kizil und Sandy Mölling          | Sax von Fleur East                                              | 24,5   | 52    |
| 3           | Bahar Kizil                            | Buttons der Pussycat Dolls ft. Snoop Dogg                       | 27,5   | 52    |
| 4           | Suzan und David Odonkor                | Bailando von Enrique Iglesias ft. Descemer Bueno, Gente De Zona | 23,5   | 47    |
| 4           | David Odonkor                          | Somebody Dance With Me von DJ BoBo                              | 23,5   | 47    |
| 4           | Christine Neubauer und Gedeon Burkhard | It‘s Oh So Quiet von Björk                                      | 20,5   | 47    |
| 4           | Gedeon Burkhard                        | Gangnam Style von Psy                                           | 26,5   | 47    |

### Folge 5
In der fünften Folge, ausgestrahlt am 6. Oktober 2017, zeigten die vier verbliebenen Tanzduos einen Paartanz sowie zwei Einzeltänze. Dabei erhielt das Duo Luca Hänni und Prince Damien die höchste Punktzahl. Das Duo Aminata Sanogo und Marc Eggers erhielt die wenigsten Punkte und musste die Show verlassen.
| Platzierung | Tänzer                         | Musikvideo-Aufgabe                                            | Punkte | Total |
| ----------- | ------------------------------ | ------------------------------------------------------------- | ------ | ----- |
| 1           | Luca Hänni und Prince Damien   | Solo Dance von Martin Jensen                                  | 26     | 83    |
| 1           | Luca Hänni                     | Beautiful Monster von Ne-Yo                                   | 29     | 83    |
| 1           | Prince Damien                  | Black and Gold von Sam Sparro                                 | 28     | 83    |
| 2           | Bahar Kizil und Sandy Mölling  | Bang Bang von Jessie J, Ariana Grande und Nicki Minaj         | 27,5   | 78,5  |
| 2           | Bahar Kizil                    | Medley der Songs Straight Up und Cold Hearted von Paula Abdul | 23     | 78,5  |
| 2           | Sandy Mölling                  | Can’t get you out of my head von Kylie Minogue                | 28     | 78,5  |
| 3           | Suzan und David Odonkor        | Hips Don’t Lie von Shakira ft. Wyclef Jean                    | 23     | 74,5  |
| 3           | Suzan Odonkor                  | Ain’t no other Man von Christina Aguilera                     | 26,5   | 74,5  |
| 3           | David Odonkor                  | Medley der Songs Hey Ya und Roses von OutKast                 | 25     | 74,5  |
| 4           | Aminata Sanogo und Marc Eggers | These Boots are made for walking von Jessica Simpson          | 24,5   | 73,5  |
| 4           | Aminata Sanogo                 | Focus von Ariana Grande                                       | 24     | 73,5  |
| 4           | Marc Eggers                    | I’m still standing von Elton John                             | 25     | 73,5  |

### Folge 6 (Finale)
Die sechste Folge, das Finale, wurde am 13. Oktober 2017 ausgestrahlt. Die drei Tanzduos zeigten je vier Tänze: Zwei Paartänze, davon ein neuer und ihr am schlechtesten bewerteter aus den vorangegangenen Folgen, sowie zwei Einzeltänze. Für einen ihrer vier Tänze mussten die Duos am Anfang der Sendung einen Verdopplungsjoker setzen, der erst nach dem letzten Tanz aufgedeckt wurde. Sieger wurde das Duo Luca Hänni und Prince Damien.
| Platzierung | Tänzer                        | Musikvideo-Aufgabe                                                             | Punkte      | Total |
| ----------- | ----------------------------- | ------------------------------------------------------------------------------ | ----------- | ----- |
| 1           | Luca Hänni und Prince Damien  | Ghosts von Michael Jackson                                                     | 30          | 147   |
| 1           | Luca Hänni und Prince Damien  | 24K Magic von Bruno Mars                                                       | 27,5        | 147   |
| 1           | Luca Hänni                    | Swalla von Jason Derulo feat. Nicki Minaj & Ty Dolla $ign                      | 29,5        | 147   |
| 1           | Prince Damien                 | Can’t Be Tamed von Miley Cyrus                                                 | 30 × 2 = 60 | 147   |
| 2           | Bahar Kizil und Sandy Mölling | Rolling in the deep von Adele                                                  | 30 × 2 = 60 | 142,5 |
| 2           | Bahar Kizil und Sandy Mölling | Me Against The Music von Britney Spears ft. Madonna                            | 28          | 142,5 |
| 2           | Bahar Kizil                   | While my guitar gently weeps von den Beatles                                   | 29          | 142,5 |
| 2           | Sandy Mölling                 | Medley der Songs What a feeling von Irene Cara und Maniac von Michael Sembello | 25,5        | 142,5 |
| 3           | Suzan und David Odonkor       | A little party never killed nobody von Fergie ft. Q-Tip, GoonRock              | 27,5        | 136,5 |
| 3           | Suzan und David Odonkor       | Candyman von Christina Aguilera                                                | 26,5        | 136,5 |
| 3           | Suzan Odonkor                 | Telephone von Lady Gaga ft. Beyoncé                                            | 30 × 2 = 60 | 136,5 |
| 3           | David Odonkor                 | Medley der Songs Flesh for fantasy und Rebell Yell von Billy Idol              | 22,5        | 136,5 |

## Kritiken
- Kritik der ersten Folge bei DWDL.de, 4. September 2016
- Anja Francesca Richter: So entlarvt „Dance Dance Dance“ hüftsteife Promis. In: Westdeutsche Allgemeine Zeitung. Funke Mediengruppe, 4. September 2016.